# 黑貓包
黑貓包是新竹市特有小吃包子。

## 歷史
民國建立之時，清宮御廚紛紛外出各省另謀生意，宮廷御廚包子師傅據說是福州人，至新竹將手藝教授予黑貓包第一代老闆，據說女老闆是位美女，外號“黑貓”，因此得名。

## 作法
特點是麵團先發酵1天；內餡肥肉至少滷煮3小時，包子外型比起一般包子較圓凸。